# Mats Wallberg
Mats Göran Erik Wallberg (* 21. Februar 1949 in Gunnarskog) ist ein ehemaliger schwedischer Eisschnellläufer.

## Werdegang
Wallberg wurde zweimal schwedischer Juniorenmeister im Kleinen Vierkampf und im Jahr 1976 schwedischer Meister im Sprint-Mehrkampf. Zudem nahm er von 1965 bis 1978 an internationalen Wettbewerben teil und kam er bei der Sprintweltmeisterschaft 1971 in Inzell auf den 22. Platz im Sprint-Mehrkampf sowie bei der Mehrkampfeuropameisterschaft 1971 in Heerenveen auf den 17. Platz im Großen Vierkampf. In der Saison 1971/72 belegte er bei den Olympischen Winterspielen 1972 in Sapporo den neunten Platz über 500 m und bei der Sprintweltmeisterschaft 1972 in Eskilstuna den 13. Rang im Sprint-Mehrkampf. In den folgenden Jahren lief er bei der Sprintweltmeisterschaft 1973 in Oslo auf den zehnten Platz, bei der Sprintweltmeisterschaft 1974 in Innsbruck auf den 33. Rang und bei der Sprintweltmeisterschaft 1975 in Göteborg auf den 18. Platz im Sprint-Mehrkampf. In der Saison 1975/76 erreichte er bei der Sprintweltmeisterschaft 1976 in Berlin den 12. Platz im Sprint-Mehrkampf und bei den Olympischen Winterspielen 1976 in Innsbruck den 22. Platz über 1500 m, den siebten Rang über 1000 m sowie den vierten Platz über 500 m. Bei der Sprintweltmeisterschaft 1977 in Alkmaar errang er den 13. Platz und bei der Sprintweltmeisterschaft 1978 in Lake Placid den 21. Platz im Sprint-Mehrkampf.

## Erfolge

### Olympische Spiele
- 1972 Sapporo: 9. Platz 500 m
- 1976 Innsbruck: 4. Platz 500 m, 7. Platz 1000 m, 22. Platz 1500 m

### Sprint-Weltmeisterschaften
- 1971 Inzell: 22. Platz Sprint-Mehrkampf
- 1972 Eskilstuna: 13. Platz Sprint-Mehrkampf
- 1973 Oslo: 10. Platz Sprint-Mehrkampf
- 1974 Innsbruck: 33. Platz Sprint-Mehrkampf
- 1975 Göteborg: 18. Platz Sprint-Mehrkampf
- 1976 Berlin: 12. Platz Sprint-Mehrkampf
- 1977 Alkmaar: 13. Platz Sprint-Mehrkampf
- 1978 Lake Placid: 21. Platz Sprint-Mehrkampf

### Mehrkampf-Europameisterschaften
- 1971 Heerenveen: 17. Platz Großer Vierkampf

## Persönliche Bestzeiten
| Disziplin | Zeit         | Datum           | Ort    |
| --------- | ------------ | --------------- | ------ |
| 500 m     | 38,63 s      | 31. Januar 1976 | Davos  |
| 1000 m    | 1:17,70 min  | 30. Januar 1976 | Davos  |
| 1500 m    | 2:02,45 min  | 31. Januar 1976 | Davos  |
| 3000 m    | 4:29,80 min  | 16. Januar 1971 | Inzell |
| 5000 m    | 7:46,10 min  | 16. Januar 1971 | Inzell |
| 10.000 m  | 16:31,70 min | 31. Januar 1971 | Oslo   |